# Zaynab an-Nafzawiyyah
Zaynab an-Nafzawiyyah eller Zainab al-Nafzawiyya, död efter 1075, var en marockansk drottning och regent, gift med Yusuf ibn Tashfin, Almoravidernas dynastins härskare mellan 1061 och 1106, och allmänt erkänd som sin makes politiska partner och medregent. 

## Biografi
Zaynab var enligt vissa källor dotter till köpmannen Ibrāhīm an-Nafzāwi från Kairouan. Hon var ursprungligen gift med Yusuf ibn Ali, hövding av berberstammarna Wurika och Aylana, och gifte sig sedan med Luqūt al-Maghrāwi, amir av Aghmat. När hennes make dog under almoravidernas erövring av Marocko, ärvde hon en enorm förmögenhet. Hon mottog många friare, men förklarade att hon bara skulle gifta om sig med den som önskade bli härskare över hela landet. 

### Drottning och samregent
I september 1068 gifte hon sig därför med almoravidernas ledare Abu-Bakr Ibn-Umar. I maj 1070 lät han grunda Marrakech som rikets huvudstad åt henne. I januari 1071 lämnade maken henne för att slå ned ett uppror i Sahara. Eftersom han inte trodde att han skulle komma tillbaka, och inte uppfattade ett liv i öknen som lämpligt för henne, skilde han sig från henne och uppmuntrade henne att gifta om sig med Yusuf ibn Tashfin, som han lämnade som sin regent, och det gjorde hon. 
När Abu Bakr 1072 meddelade att han skulle återvända och återta tronen, gav Zaynab Yusuf råd hur han skulle övertala Abu att stanna i Sahara, där hon visste att han egentligen ville leva. Som en artighet lät dock Yusuf och Zaynab fortsätta prägla mynten i Abus namn. Zaynab fick två söner med Yusuf; al-Mu'izz Billah (född 1072) och Fadl (född 1075). 
Zaynab delade sin makes styre: även om khutba formellt aldrig utfärdades i hennes namn, räknas hon som hans erkända medregent. Hon fick dessutom titeln malika, drottning, något som långt ifrån var någon självklarhet för en kvinna gift med en monark i den muslimska världen. Hon beskrivs som en talangfull förhandlare, och det sägs vara tack vare henne som Yusuf lyckades erövra Marocko, Algeriet och Spanien: hennes diplomatiska talanger gav henne smeknamnet "Magikern", och hon beskrivs: "Under hennes tid fanns det ingen mer vacker eller intelligent eller kvick... hon var gift med Yusuf, som byggde Marrakech åt henne." 

### Eftermäle
Zaynabs regeringstid och offentliga roll hade stor betydelse för kvinnors situation i Marrocko. Liksom andra berberkvinnor bar hon inte slöja trots att hon var muslim, och det under hela almoraviderdynastins regering i Marocko sades det att kvinnor där inte bar slöja; det var också vanligt och okontroversiellt att de fick utbildning; prinsessor deltog i politiken och det fanns åtminstone två kvinnliga läkare; slutligen försvarades huvudstaden och det kungliga palatset vid dynastins fall 1147 av en kvinna, prinsessan Fannu.